# Otomat
Otomat (абревиатура от названията на компаниите Oto Melara и Matra) е италианска противокорабна ракета (ПКР), разработена през 1970-те години. Разработена е в сътрудничество между италиански и френски компании, но към момента на завършването на проекта, правителството на Франция взема решение да поставя на фреските кораби само френски ракети. Понастоящем „Отомат“ състои на въоръжение в 10 световни флота.

## История
Разработката на франко-италианската противокорабна ракета започва през 1967 г., след потопяването на израелския разрушител „Ейлат“ от ракетите П-15 „Термит“. Това първо в историята на войните по море на успешно използване на противокорабни ракети, нагледно демонстрира ефективността на специализираното противокорабно оръжие и подтиква към аналогични разработки в западните страни.
Новата ракета се разработва в сътрудничество между италианската фирма „Ото Мелара“ и френския концерн „Matra“. Фирмата „Матра“ се заема със създаването на комбинираната система за насочване на ракетата и отделни възли от системата за управление, а фирмата „ОТО Мелара“ с разработката на общата схема на компоновка, бойната част и силовата установка (съвместно с фирмата „Турбомека“). Освен това, съвместно се провеждат изследвания върху аеродинамичните характеристики на ракетата. Цел на проекта е създаването на противокорабна управляема ракета с турбореактивен двигател, която да има по-голям обсег на действие, отколкото паралелно разработваните проекти с твърдогоривен ракетен двигател. Ракетата трябва да реализира концепцията за крайцерски полет на свръхмалка височина, под хоризонта на неприятелските корабни радари на дистанция над 150 км.
Полетните изпитания на ракетата започват през 1971 г., първата готова за масово производство версия се появява през 1974 г. Но още преди това, Франция, която успешно изпробва през 1973 г. напълно френската ПКР „Exocet“, взема решение да излезе от съвместния проект. Единствен оператор на ракетата към този момент остава италианския флот, който поставя ракетите от серията Mk-I на своите фрегати от типа „Лупо“ (Lupo-class frigate). Въпреки това, ракетата е търговски успешна и добре се продава за експорт.

## Конструкция
Системата „Otomat“ се състои от ракета, контролно-проверовъчна апаратура и контейнер от армиран стъклопласт, осигуряващ транспортирането, съхраняването и пуска на ракетата. Контейнерът сигурява съхранението на ракетата без допълнителни действия в течение на една година. Всички ракети, периодично, се проверяват с помощта на дистанционна контролна апаратура, без да се отваря контейнера, ако не е необходимо някакво допълнително обслужване. Операциите, изпълнявани при пуска на ракетата, се осъществяват много бързо. След предаването на координатите на целта към жиростабилизираната платформа пускът на двигателите става в течение на 30 секунди.
„Отомат“ има пурообразен фюзелаж с X-образно разположени въртящи се крила (служещи като органи за управление по време на полета), направена от алуминиеви сплави. Дължината на ракетата е 4,6 метра, размахът на крилата – 1,35 м (на по-късните модели те са вече сгъваеми, за да се намалят габаритите ѝ). Масата на напълно снаряжената ракета на стартова позиция достига 770 кг.
В движение ракетата се привежда от доста мощен, за нейните габарити, турбореактивен двигател Turboméca TR.281 Arbizon, с тяга, приблизително 2 пъти надхвърляща тягата на двигателя на американската противокорабна ракета „Харпун“. Този двигател позволява на ракетата да се движи със скорост около 1000 – 1100 км/ч, което прави „Отомат“ най-бързата сред дозвуковите противокорабни ракети с турбореактивен двигател. Запасът гориво за двигателя съставлява 90 литра: четирите въздухозаборника са разположени в основите на крилата на ракетата.
Ракетата се изстрелва от пусковия контейнер с помощта на два стартови твърдогоривни ускорителя ROXEL. За разлика от много други версии противокорабни ракети, ускорителите се намират странично на фюзелажа. Ускорителите дават на ракетата ускорение от 6 g за четири секунди, след което се отсъединяват.
Ракетата има 210-килограмова осколочно-фугасна бойна част, съдържаща до 65 кг взривно вещество в основния заряд и около 150 във вид на 16 фугасно-запалителни суббоеприпаса. Кумулятивната струя в предната част на бойната глава е насочена под ъгъл надолу, което при попадение насочва кумулативната струя във вътрешността на корпуса на целта. Взривявайки се, бойната глава разпръсква осколки и суббоеприпаси, с което значително разширява зоната на поражение и създава множество огнища на пожар.
Главната особеност на ракетата е нейната развита система за насочване. „Отомат“ се насочва към целта с помощта на активна радиолокационна глава за самонасочване, с радиус на действие до 8 км. За стрелба на 180 километра това, разбира се, е недостатъчно – за времето, необходимо на ракетата за полета на максимална дистанция, целта може да излезе от сектора за засичане на ГСН на ракетата, за това „Отомат“ има и радиокомандна система за корекция, основана на апаратурата за двустранна връзка TESEO или ERATO.

## Схема на стрелбата
Ракетата е предназначена за поразяване на неподвижни и подвижни надводни морски цели (преди всичко на бързоходни кораби с малка водоизместимост) на големи разстояния. Ракетата може да се използва от самолетите на патрулната авиация (самолетът „Бреге 1150 Атлантик“) и от противолодъчните вертолети SH-3D „Сий Кинг“, SA-321 „Супер Фрелън“, а също така от надводни кораби (до разрушител включително) и брегови пускови установки.
„Отомат“ се изстрелва от борда на кораба от пусковите контейнери, използвайки два стартови ускорителя ROXEL. След изкачване на 200 метра и набиране на достатъчна скорост за стабилен полет, ускорителите се изхвърлят, ракетата се снижава до 20 метра и лети към целта. Интересна особеност на „Otomat“ е кръговото изстрелване: корабът-носител не трябва да губи време за завъртане на пусковите установки в посока към целта, той може да изстрелва „Отоматите“ във всяка посока вече във въздуха ракетите се насочват в необходимото направление.
Главната особеност на „Отомат“, отличаваща го от болшинството аналогични противокорабни ракети, е наличието на постоянен канал за свръзка с кораба-носител. Това позволява на ракетата да приема поправки в хода на полета и да включва собствената си активна ГСН само при точното захващане на целта в последните 5 – 6 километра. За сметка на това, рязко се намалява вероятността от засичане на ракетата от противника по излъчването на радиолокационната ГСН на ракетата.
Съществуват две системи за целеуказание за ракетите „Отомат“:
- ERATO (съкр. от на английски: Extended Range Air Targeting for Otomat – Целеуказание за „Отомат“ с увеличен радиус) – френската система за целеуказание, разработена за експортираните от нея кораби[~ 1]. При използването на тази система, „Отомат“ се изкачва на височина до 900 метра, за да получава инструкции непосредствено от борда на кораба-носител. Това увеличава вероятността от засичане на ракетата от радар на противника, но разработчиците считат, че поради ниската ЕПР на ракетата, противника не може да я засече на дистанции над 30 – 50 км. Максималният радиус на действие на системата ERATO е 100 км: системата може едновременно да управлява 16 ракети (в т.ч. и от различни кораби) и да насочва ракетите по шест отделни цели от различни посоки, осъществявайки многовекторна атака.
- TESEO – системата за целеуказание, използвана от ВМФ на Италия. Тази система използва непрекъснато следене на целта с помощта на палубен вертолет AB-212 Helo, способен със своята РЛС да следи цел с размер на разрушител на дистанция до 60 км. Целеуказанието на ракетата се дава от вертолета: прелитайки до него, ракетата получава команди за корекции, насочващи я към целта. Недостатъците на тази система са в това, че едновременно може да бъде атакувана само една цел (макар и с повече от една ракета), освен това, използвания в системата за целеуказание вертолет сам по себе си е стара машина. На някои кораби този проблем се решава със замяната на вертолета с AS-365 Dauphin.

Близо до целта след захващането ѝ със своя радар, „Отомат“ преминава в атакуващ режим. Ракетата има два режима на атака: хоризонтална атака на височина на полета 2 метра над гребена на вълната, или вертикално пикиране от височина 180 метра (ракетата прави „горка“ приблизително на 2 километра от целта). От пикиране, ракетата може да пробие бронирана палуба с до 80 милиметрова дебелина: нейният взривател сработва със закъснение, което позволява на ракетата да пробие надстройките и палубите и да детонира близо до дъното. Ударът на „Отомата“ може да доведе до образуване на пробойна под водолинията и бързо потъване на кораба.

## Модификации
„Otomat“ е експортното обозначение на ракетата. В италианския флот тези ракети се наричат „Teseo“.
- Otomat Mk 1 – базовия модел на ракетата, приет на въоръжение през 1976 г. Няма канал за свръзка с носителя и за това нейният радиус на действие е ограничен до 60 км.
- Otomat Mk 2 Block I – първата модификация имаща канал за връзка с носителя. Радиус на действие до 180 км. Приета е на въоръжение през 1978 г.
- Otomat Mk 2 Block II – вариант на ракетата със сгъваеми крила, в една пускова установка може да има по две ракети.
- Otomat Mk 2 Block III – версия на ракетата, системата за управление на която има инерционна навигационна система и усъвършенстван канал за насочване TESEO позволяващ да се насочва ракетата не само от вертолет но и непосредствено от кораба. Също така, в бойната част е използвано взривно вещество с намалена чувствителност, което снижава вероятността от детонация на БЧ поради попадения на куршуми или осколки.
- Свръхзвуков Otomat – предполагаща се модернизация на ракетата в свръхзвуков вариант, с увеличаване на скоростта на полет до М=1,8. Но, проведените изследвания показват, че намаляването на радиолокационната проекция на ракетата е по-изгодно, и работите по проекта са прекратени.
- Otomat Mk 3 (също Ulisse) – версия на ракетата, разработвана през 1990-те години, съвместно от британо-франко-италианската група компании-разработчици (Thorn EMI, Matra, OTO Melara) за ВМС на Италия и САЩ. Thorn EMI отговаря за неконтактния взривател с датчик за целта. Проекта предвижда интеграция на технологии за невидимост, увеличаване на далечината на действие, снабдяване на ракетата със защитена от смущения комбинирана радиолокационна-инфрачервена ГСН, осигуряване на възможност за атака на наземни цели. ВМС на САЩ разглеждат възможностите да приемат ракетата на въоръжение като „междинна“ по далечина между RGM-84 „Harpoon“ и TASM, но към 1999 г. закрива програмата.
- MILAS – противолодъчен вариант на ракетата с радиус на действие 55 км, като БЧ на която се използва леко противолодъчно торпедо. Разработва се съвместно с френския флот, но в крайна сметка французите отдават предпочитание на френската ПЛУР Malafon. Използва се само в италианския флот.
- Otomat Mk 2 Block IV (също известна, като Teseo MK2/A[6]) – нова версия на ракетата, разработена през 2000-те години. Ракетата използва усъвършенствана система за целеуказание TESEO, вече без необходимост от вертолет и осъществяваща контрол на полета на ракетата от борда на кораба-носител. В случай на пропуск по целта, тази модификация на ракетата има възможност да атакува целта повторно: в системата за управление са програмирани координирани варианти за действия и маневри за отклоняване на стадий атака. Наличието на приемник за спътниковата система за позициониране GPS, също дава на ракетата възможност да атакува брегови цели, по известни предварително координати. В производство ракетата влиза през 2006 г.[~ 2]

## Коментари
1. ↑  Макар ВМФ на Франция да не използва „Отомат“, той се поставя на някои кораби за експорт.
2. ↑  8 екземпляра от ракетата са закупени от ВМС на САЩ за изпитания и оценка. твърди се, че за сметка на способностите за координирана атака, ракетите са успели да преодолеят системата за ПВО „Аеджис“.